# 이세은 (영화 배우)
이세영은 대한민국의 배우이다.

## 영화
- 2006년 우리들의 행복한 시간 - 박 할머니 손녀 역
- 2004년 꽃피는 봄이 오면 - 수정 역